# Écurie HOBA
Die Écurie HOBA war ein kurzlebiges Schweizer Motorsportteam, das zu Beginn der 1960er-Jahre an Formel- und Sportwagenrennen teilnahm. Der Rennstall wurde von dem späteren Automobilhersteller Peter Monteverdi organisiert, der auch als Rennfahrer für das Team antrat.

## Unternehmensgeschichte

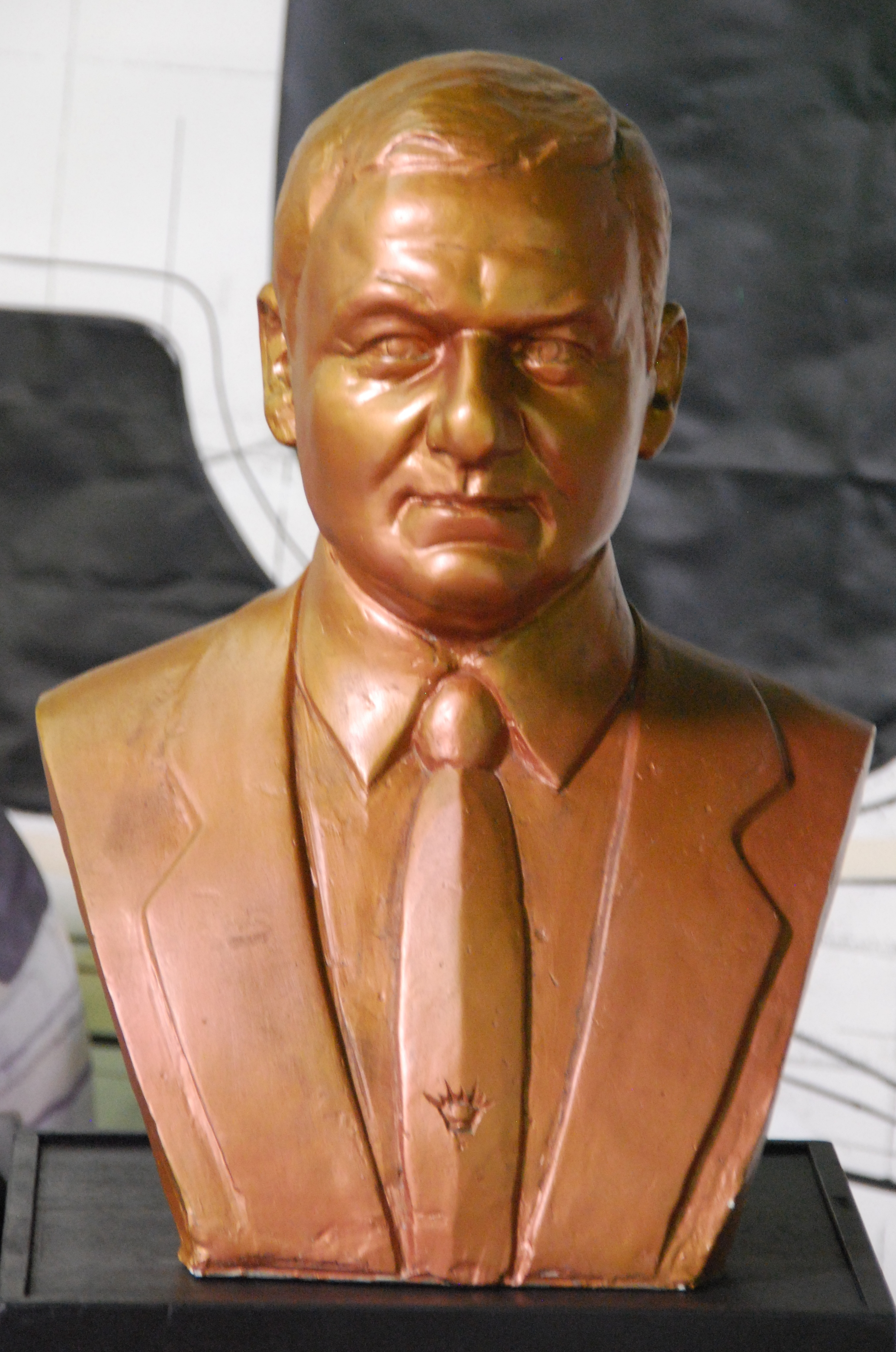
Organisator und Fahrer des Teams: Peter Monteverdi (Büste in einem Automobilmuseum in Binningen)

Der 1934 geborene Peter Monteverdi führte seit 1954 in der Schweizer Stadt Binningen eine Automobilwerkstatt und war Konzessionär für Strassensportwagen der Marke Ferrari. In seiner Freizeit nahm Monteverdi an über 80 Automobilrennen teil. Dabei handelte es sich überwiegend um Bergrennen, vereinzelt trat er aber auch bei Rund- und Langstreckenrennen wie dem 1000-km-Rennen auf dem Nürburgring 1959 an.
Nachdem im Januar 1959 ein privater Formel-1-Test in einem Maserati 250F erfolglos verlaufen war, richtete Monteverdi sein Interesse zunächst auf die Formel 2. Als im Frühjahr 1959 in Lörrach ein gebrauchter Lotus-Rennwagen zum Verkauf angeboten wurde, ergab sich die Gelegenheit zum Einstieg in den internationalen Formel-Sport.
Peter Monteverdi gründete daraufhin zusammen mit dem Schweizer Geschäftsmann Alfred Hopf, einem Kunden seines Automobilhandelsbetriebs, den Rennstall Ecurie HOBA. Die Teambezeichnung war ein Akronym aus den ersten beiden Buchstaben von Hopfs Nachnamen und denen des Kantons Basel (HOpf-BAsel). Hopf finanzierte den Ankauf des Lotus und sollte für die Transport- und Unterkunftskosten während der Rennwochenenden aufkommen, während Monteverdi als Rennfahrer fungierte und mit den Mechanikern seines Binninger Unternehmens für die Unterhaltung des Fahrzeugs sorgen sollte.
Das Formel-2-Projekt scheiterte frühzeitig. Nach nur einem Rennen gab HOBA die Beteiligung an dieser Rennserie auf. Stattdessen wandte sich das Team 1960 der Formel Junior zu. Hier trat Peter Monteverdi mit selbst konstruierten Rennwagen der Marke MBM an. Nach einzelnen Erfolgen entwickelte Monteverdi für die Saison 1961 ein Formel-1-Fahrzeug, das mit Beteiligung des HOBA-Teams bei einigen Rennen außerhalb der Formel-1-Weltmeisterschaft an den Start gebracht wurde. HOBA stellte schließlich den Rennbetrieb ein, nachdem Peter Monteverdi auf dem Hockenheimring einen schweren Unfall erlitten hatte.

## Renneinsätze

### Formel 2
Kernstück des Formel-2-Programms von HOBA war der Lotus 12, den Hopf und Monteverdi im Frühjahr 1959 als Gebrauchtfahrzeug kauften. Es handelte sich um das Exemplar, das der Schweizer Rennfahrer Charles Vögele 1958 bei einigen Bergrennen eingesetzt hatte. Es war mit einem 1,1 Liter großen Vierzylindermotor von Coventry Climax ausgestattet. Nach der Übernahme revidierte Peter Monteverdi den Motor in seiner Werkstatt und ersetzte die serienmäßige Karosserie des Lotus durch einen selbst entworfenen Aluminiumaufbau, dessen Stil an den des von Monteverdi sehr geschätzten Maserati 250F angelehnt war. Peter Monteverdi liess sich mit den Worten zitieren: „So muss ein Monoposto aussehen!“ Auch den Auspuff konstruierte Monteverdi neu.
Nachdem das Team private Testfahrten in Monza durchgeführt hatte, meldete HOBA den Lotus 12-Climax zum Flugplatzrennen im österreichischen Zeltweg, das am 23. August 1959 stattfand. Hier litt der Lotus während des gesamten Wochenendes an Motorproblemen. Im Training kam die Leistung des von Monteverdi selbst revidierten Triebwerks nicht an das Niveau der werksseitig präparierten Climax-Motoren heran. Im Rennen schied Peter Monteverdi vorzeitig aus, nachdem sein Auto in der 47. Runde einen Motorschaden erlitten hatte.
Teaminhaber Hopf, der sich ein besseres Ergebnis erhofft hatte, war nicht bereit, zusätzliche Mittel in eine seiner Meinung nach aussichtslose Weiterentwicklung des Lotus zu investieren, und beendete unverzüglich das Formel-2-Engagement seines Teams.

### Formel Junior

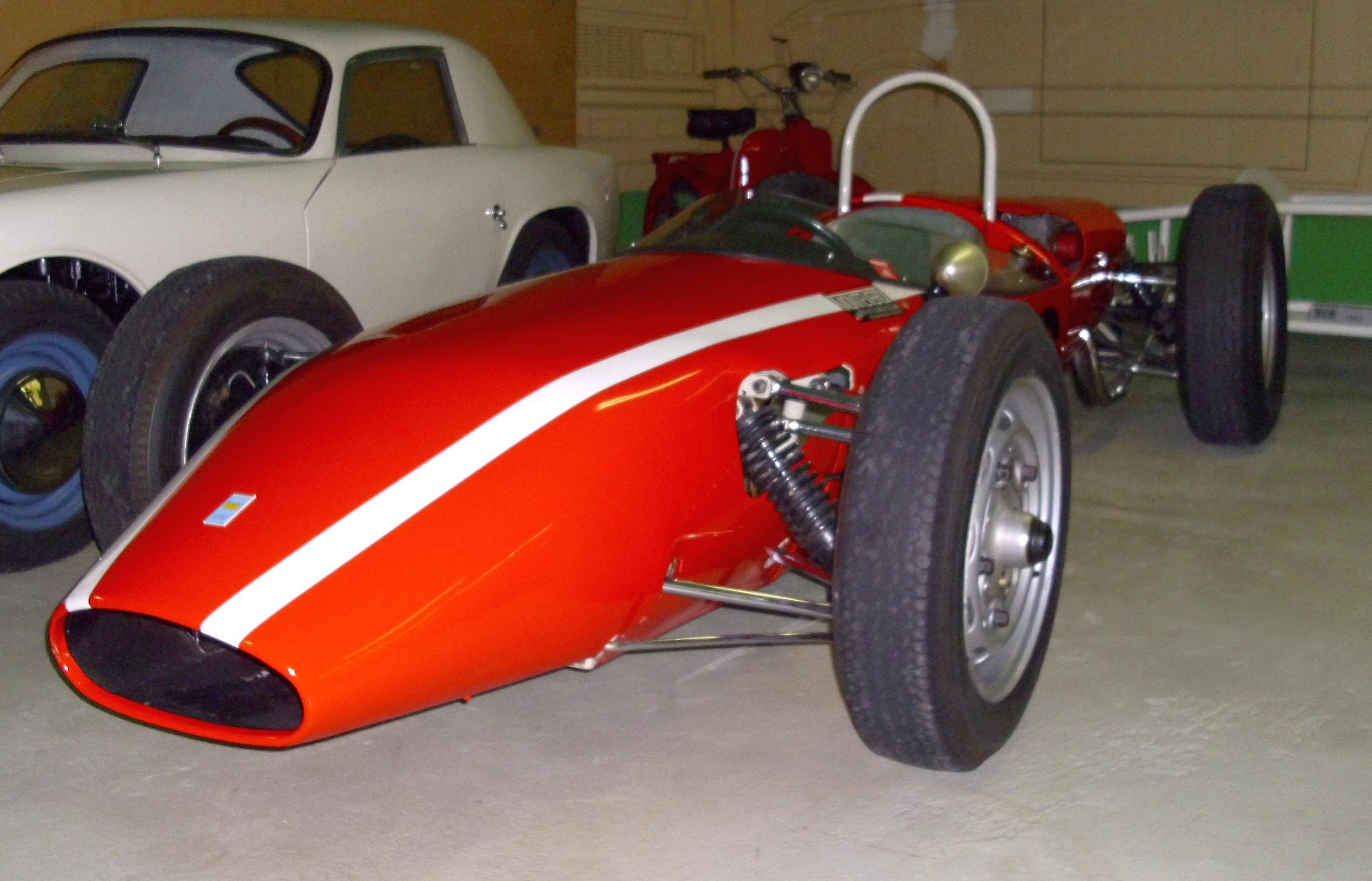
MBM Typ B für die Formel Junior in der Lackierung des HOBA-Teams

Statt auf ein Fahrzeug eines etablierten Herstellers zurückzugreifen, konstruierte Peter Monteverdi für HOBA einen eigenen Formel-Junior-Rennwagen. Das erste Fahrzeug erhielt die Projektbezeichnung Bamosa für Basel-Monteverdi-Sauter und war ein Hinweis auf die vorübergehende Beteiligung des Schweizer Rennwagenkonstrukteurs Sauter, der sich allerdings frühzeitig zurückzog, da er die technischen Lösungen Monteverdis für nicht konkurrenzfähig hielt. Die weiteren Fahrzeuge erhielten die Bezeichnung MBM (Monteverdi-Basel-Mantzel), die sich auf den Motorentuner Mantzel bezog.
In der Literatur wird Monteverdis erstes Formel-Junior-Auto, der Typ A, als sehr einfach (engl.: „very poor“) beschrieben. Auf das Erstlingswerk folgte ein Typ B, der in Details technisch verbessert war. Monteverdi verwendete diverse Großserienkomponenten: Die Vorderradaufhängung etwa wurde von Volkswagen übernommen, die Lenkung kam von einem Renault 4CV. Die Autos wurden regelmäßig von einem in Mittelmotorlage eingebauten Zweitakt-Dreizylinder von DKW angetrieben, den der deutsche Tuner Mantzel überarbeitet hatte. Je nach Quelle leistete der Motor 85 bzw. 95 oder 110 PS.
In der Saison 1960 meldete sich das Team HOBA mit dem MBM Typ B zu neun kontinentaleuropäischen Formel-Junior-Rennen. Fahrer war jeweils Peter Monteverdi. Bei dem Renndebüt auf dem Autodrome de Linas-Montlhéry wurde Monteverdi als Zwölfter gewertet. Beim traditionsreichen Große Preis von Monaco, der auch für die Formel Junior ausgetragen wurde, verpasste Monteverdi dagegen ebenso die Qualifikation wie im Gran Prix du Midi-Pyrénées in Albi. Das beste Ergebnis erreichte das Team HOBA im August 1960 beim Schauinsland-Rennen, das Peter Monteverdi als Dritter beendete. Den Großen Preis der Lotteria di Monza beendete er als Fünfter, und beim Internationalen Eifelrennen auf der Südschleife des Nürburgrings kam Monteverdi als Siebter ins Ziel.
Zum Ende des Jahres 1960 versuchte Monteverdi, einen weiterentwickelten Formel-Junior-Rennwagen (Typ C) mit einem Viertaktmotor des Ford Anglia auszurüsten. Angeblich wurden drei Fahrzeuge in dieser Konfiguration verkauft; die Ecurie HOBA setzte allerdings kein Fahrzeug mit dieser Spezifikation ein. Eine weitere Evolution mit der Bezeichnung Typ D entstand 1961.
1961 fuhr Peter Monteverdi nur noch wenige Formel-Junior-Rennen für HOBA. In der 1980 Biografie seines Unternehmens Automobile Monteverdi wird behauptet, Peter Monteverdi sei beim Großen Preis von Monaco 1961 im D-Typ Achter geworden; in anderen Statistiken wird er dagegen als Nichtteilnehmer („DNA“ = did not arrive) geführt. Daneben fuhr Heini Walter gelegentlich für HOBA in der Formel Junior. Das Team wandte sich in diesem Jahr allerdings, den Interessen Peter Monteverdis folgend, schwerpunktmäßig der Formel 1 zu.

### Formel 1

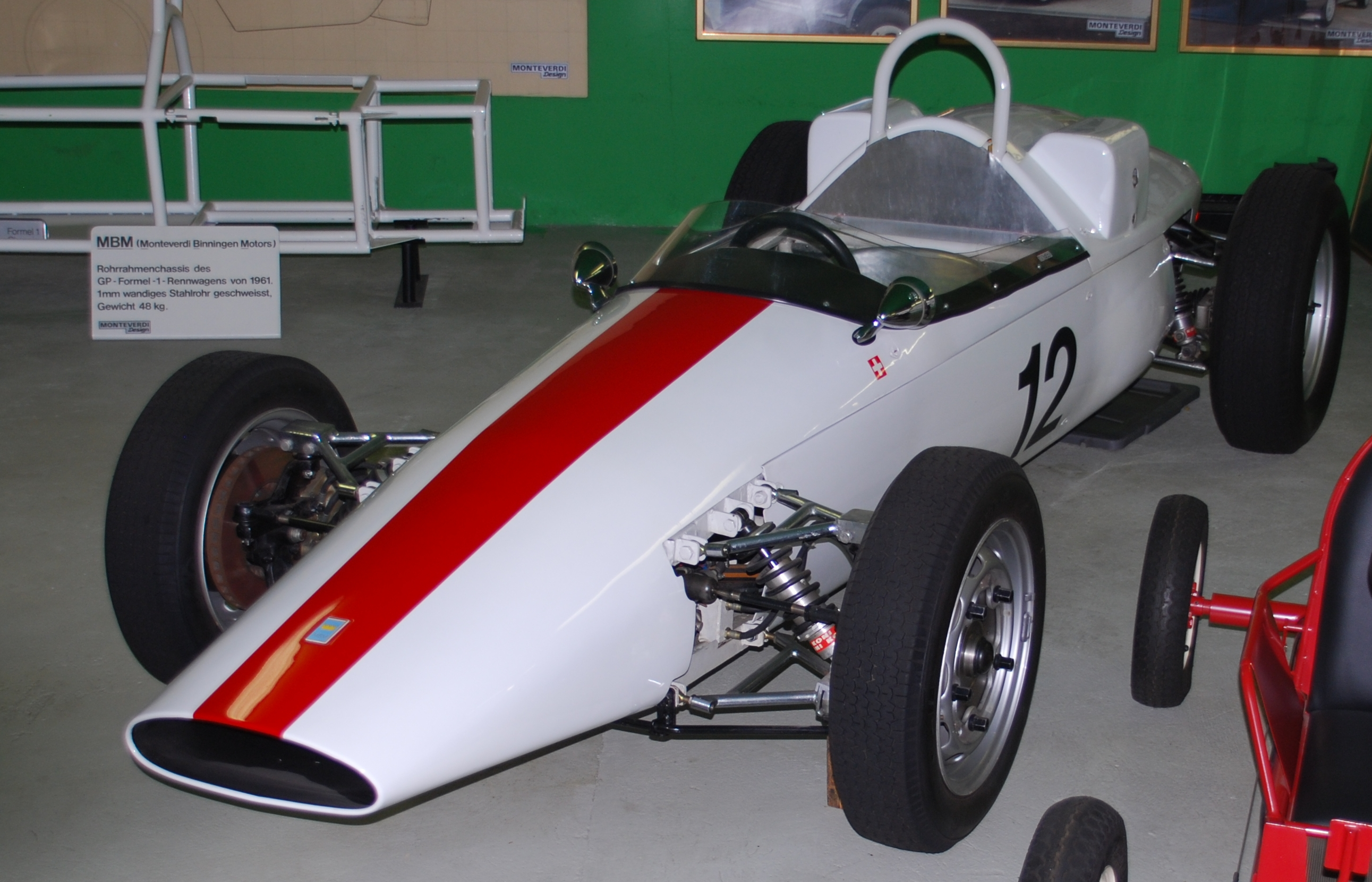
MBM-Rennwagen für das Formel-1-Engagement der Écurie HOBA

Im Laufe des Jahres 1961 entwickelte MBM einen Rennwagen nach Formel-1-Konfiguration; das Fahrzeug wurde ohne näheren Zusatz als MBM Formel 1 bezeichnet. Es wurde von einem 1,5 Liter großen Vierzylindermotor von Porsche angetrieben und blieb ein Einzelstück.
HOBA übernahm das Fahrzeug und meldete es für Peter Monteverdi zum Grossen Preis der Solitude, einem Autorennen in der Nähe Stuttgarts, das in diesem Jahr erstmals für Fahrzeuge der Formel 1 ausgeschrieben war, aber kein Lauf der Formel-1-Weltmeisterschaft war. Monteverdi qualifizierte sich für den letzten Startplatz. Im Rennen kam er nur zwei Runden weit, dann musste er mit Motorproblemen aufgeben. Einige Quellen behaupten, HOBA habe Monteverdi für den Großen Preis von Deutschland 1961 gemeldet; in der endgültigen Meldeliste erscheint das Team allerdings nicht.
Letztmals erschien das Auto beim ASC-Rundstreckenrennen am 1. Oktober 1961, das auf dem Hockenheimring abgehalten wurde. Hier verunglückte Monteverdi schwer. Der Wagen wurde irreparabel beschädigt. Monteverdi stellte später für sein Automobilmuseum einen Nachbau her.
Nach der Genesung gab Monteverdi den aktiven Rennsport auf und trennte sich von HOBA. Das Schweizer Team gab wenig später den Rennbetrieb auf.